# 刺猬索尼克 口袋冒险
《刺猬索尼克 口袋冒险》是一款由SNK制作、世嘉发行的平台游戏。本游戏于1999年12月在北美地区发行，2000年5月在日本地区发行。本游戏是Neo Geo Pocket Color上掌机独占发行。本游戏也是第一款在非世嘉游戏平台上经授权发行的游戏。本游戏收到众多赞赏。
本游戏的关卡设计和情节方式与世嘉Mega Drive平台的《刺猬索尼克2》非常接近，但本游戏包括一些新要素，诸如一些谜题和多人模式。